# Budynek przy ul. Teofila Lenartowicza 2 w Sanoku
Budynek przy ulicy Teofila Lenartowicza 2 w Sanoku (także jako kamienica Szomka wzgl. Szomkówka) – budynek położony w Sanoku.

## Historia
Obiekt znajduje się przy ulicy Teofila Lenartowicza u zbiegu z ulicą Jana III Sobieskiego. Budynek został wpisany do wojewódzkiego (1985) oraz do gminnego rejestru zabytków miasta Sanoka. Wynikiem działań Komisji Opieki nad Zabytkami, powstałej przy oddziale PTTK w Sanoku, w 1978 umieszczono na fasadzie budynku tablicę informującą o zabytkowym charakterze obiektu.
Jest to neorenesansowa willa, zaprojektowana jako dom własny sanockiego architekta miejskiego, inż. Wilhelma Szomka (1857-1940). Budowę ukończono w 1892. W czasie zamieszkiwania budynku przez rodzinę Szomków, gościł w nim bp Józef Sebastian Pelczar, później ogłoszony świętym.
Przed 1931 właścicielką nieruchomości została córka Wilhelma Szomka, Maria Wielhorska. Po 1945 dom objęty został kwaterunkiem. W 1971 Maria Wielhorska sprzedała willę miastu. Zdecydowano o umieszczeniu w budynku biblioteki. Następnie w latach 1975-1982 budynek był przebudowany i odrestaurowany. Przebudowa objęła głównie wnętrza, mając na celu przystosowanie ich do nowych funkcji. Usunięto wówczas pierwotne schody kręcone, zastępując je obecnymi, powrotnymi. Miedziany dach wykonał Jakub Kolano (pokrycie wieży dachu stanowi ok. 1300 łusek miedzianych). Pracami kierował dyrektor biblioteki od 1977 Władysław Harajda. Po dokonaniu prac remontowych i adaptacyjnych w 1981 nastąpiło przeniesienie biblioteki z siedziby do przy ulicy Tadeusza Kościuszki do budynku przy ulicy Teofila Lenartowicza 2 (natomiast wypożyczalnia dla dzieci i czytelnia działały w budynku Sanockiego Domu Kultury). 3 maja 1982 w budynku została uroczyście otwarta Miejska Biblioteka Publiczna, od 1985 nosząca imię Grzegorza z Sanoka. Cztery lata później, 3 maja 1986 w budynku została odsłonięta tablica upamiętniająca patrona. Zawiera inskrypcję: „„Losy dały mi za ojczyznę Sanok”. Grzegorz z Sanoka. Wielkiemu humaniście Sanoczanie. 3 V 1986" (znajduje się wewnątrz, obok wejścia głównego na ścianie). Również w 1986 umieszczono przy budynku pomnik Grzegorza z Sanoka.
W 1985 budynek otrzymał wpis do rejestru dóbr kultury. Instytucja została wyróżniona nagrodą II stopnia Ministra Kultury i Sztuki w konkursie „Na najlepszego użytkownika obiektu zabytkowego”.
Pierwotnie posesja budynku była otoczona murowanym ogrodzeniem. Przy budynku od strony północnej znajduje się ogród (w przeszłości ogród sięgał także w kierunku zachodnim do ulicy Adama Mickiewicza; obecnie od tej strony do budynku przylega blok mieszkalny). W obecnym ogrodzie umieszczono kamień z tabliczką upamiętniającą pierwszą wzmiankę o Sanoku z 1150 oraz otrzymanie praw miejskich w 1339. W przeszłości (średniowiecze) w bezpośrednim sąsiedztwie nieruchomości znajdował się obszar, na którym usytuowana była Cerkiew Narodzenia Najświętszej Maryi Panny oraz cmentarz.
W pomieszczeniach piwnicznych mieści się obecnie sklep komputerowy (w latach 90. do początków XXI w. księgarnia wydawnictwa BoSZ).
W dniu 18 czerwca 2017 na fasadzie budynku przy głównym wejściu do biblioteki została odsłonięta tablica upamiętniająca Mariana Pankowskiego z inskrypcją o treści: Marian Pankowski. Sanok – Bruksela. 9 XI 1919 – 3 IV 2011. „Przypatrywałem się temu wszystkiemu w imię Mowy. Fundatorami tablicy byli Janusz Szuber i Janina Lewandowska.

## Galeria

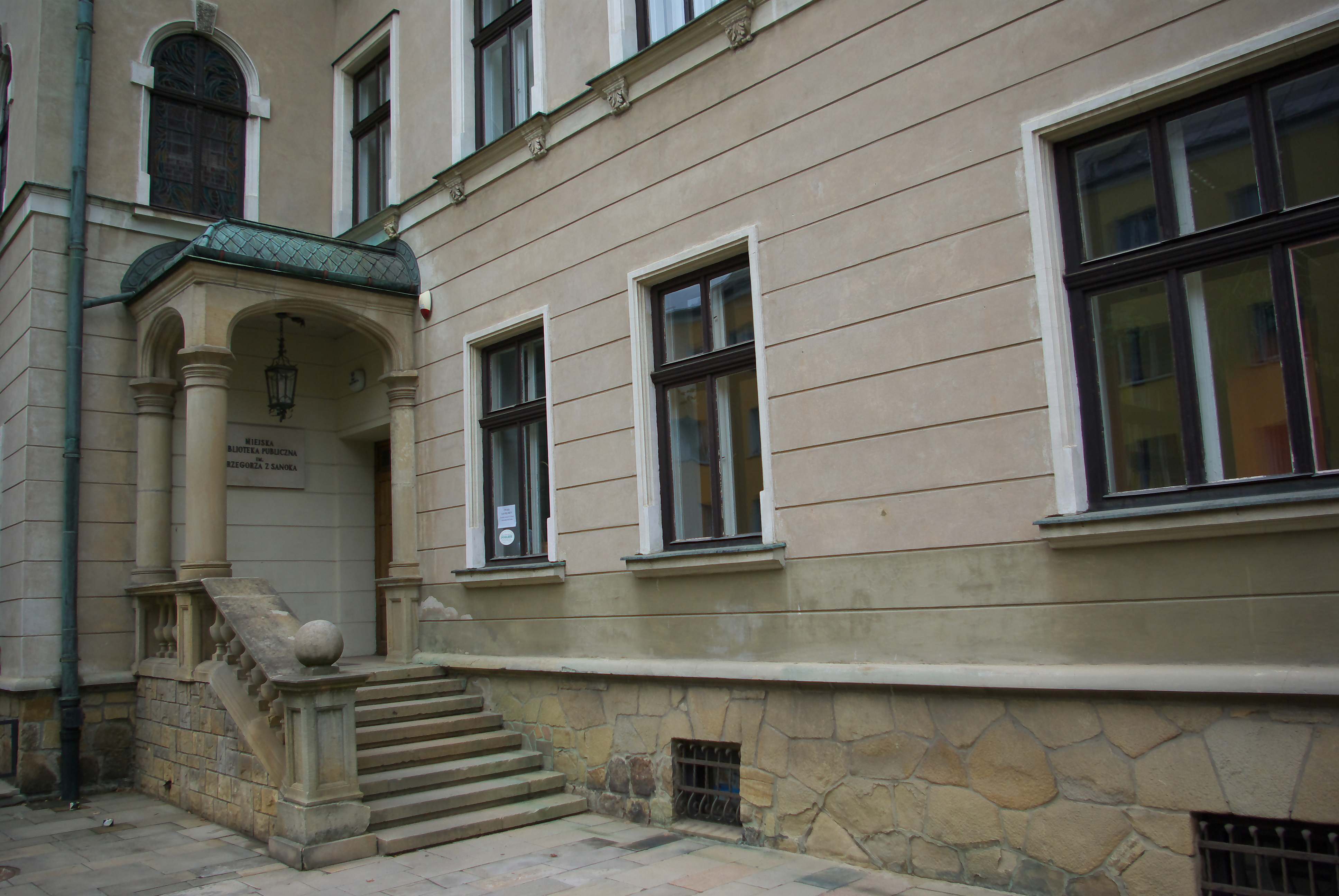
Wejście główne
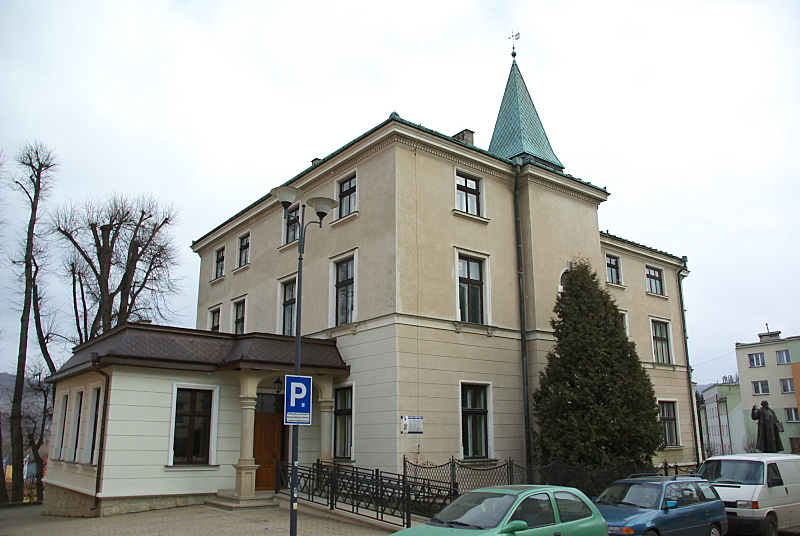
Widok od południowego zachodu
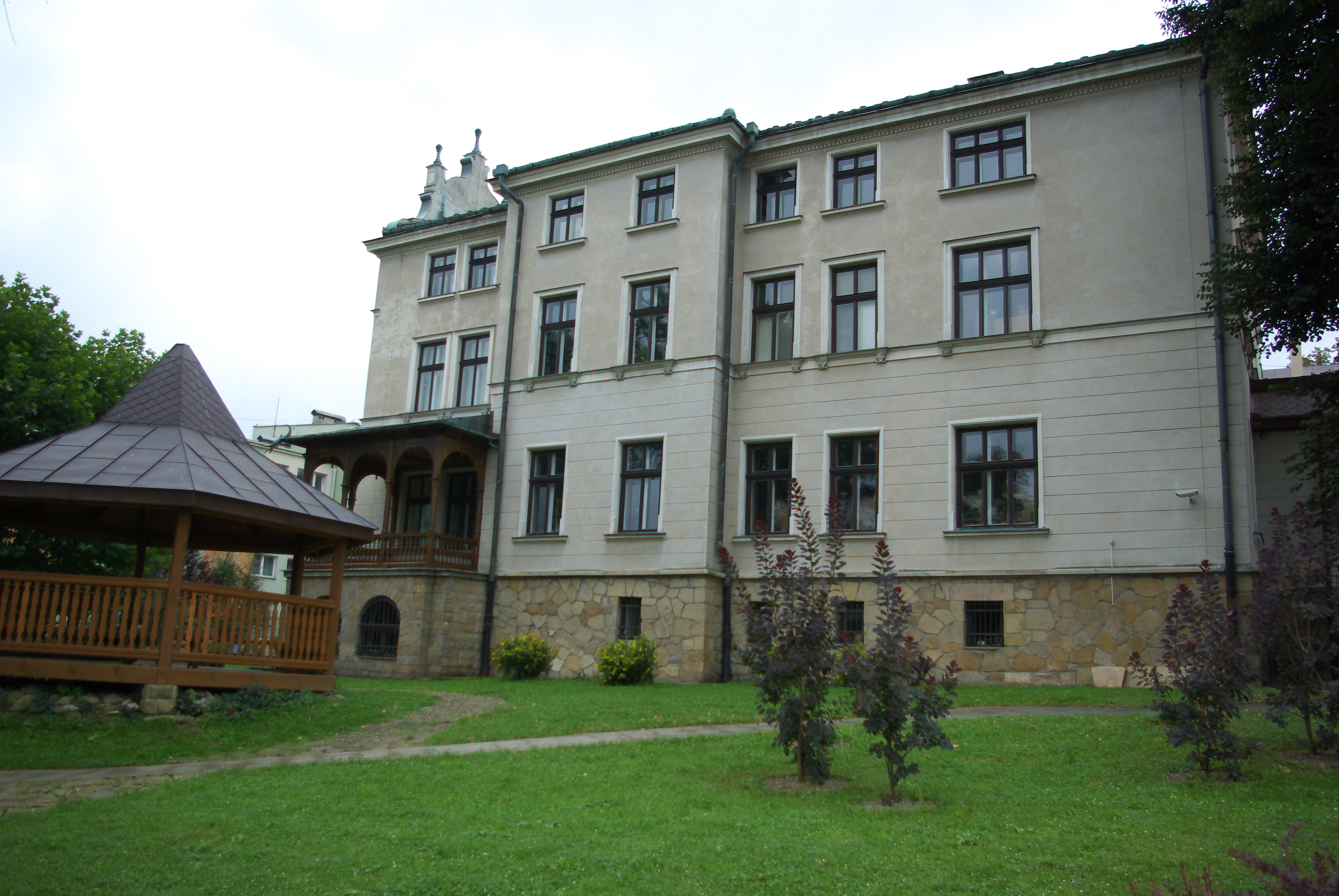
Widok od północy wraz z ogrodem
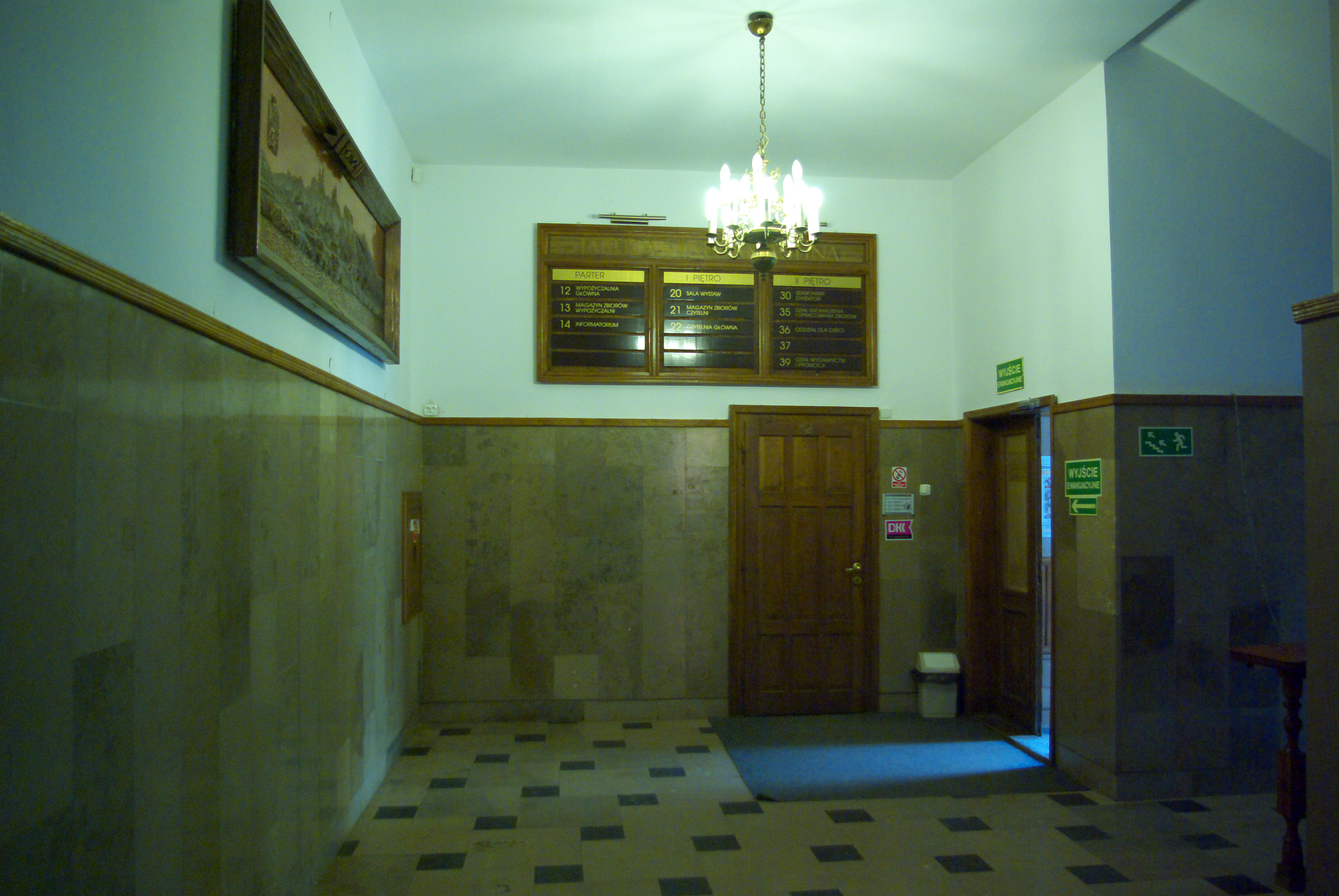
Wnętrze budynku
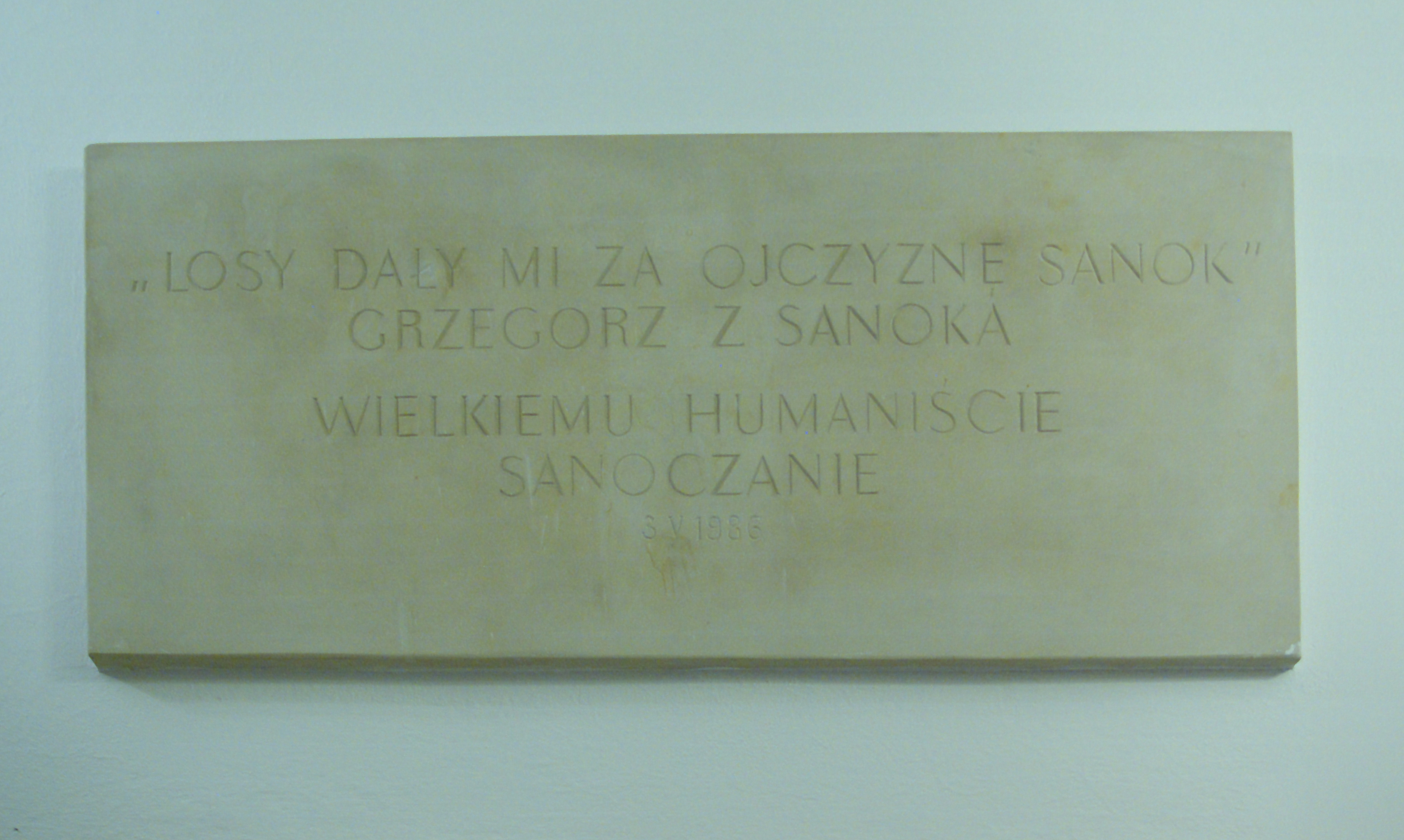
Tablica upamiętniająca Grzegorza z Sanoka
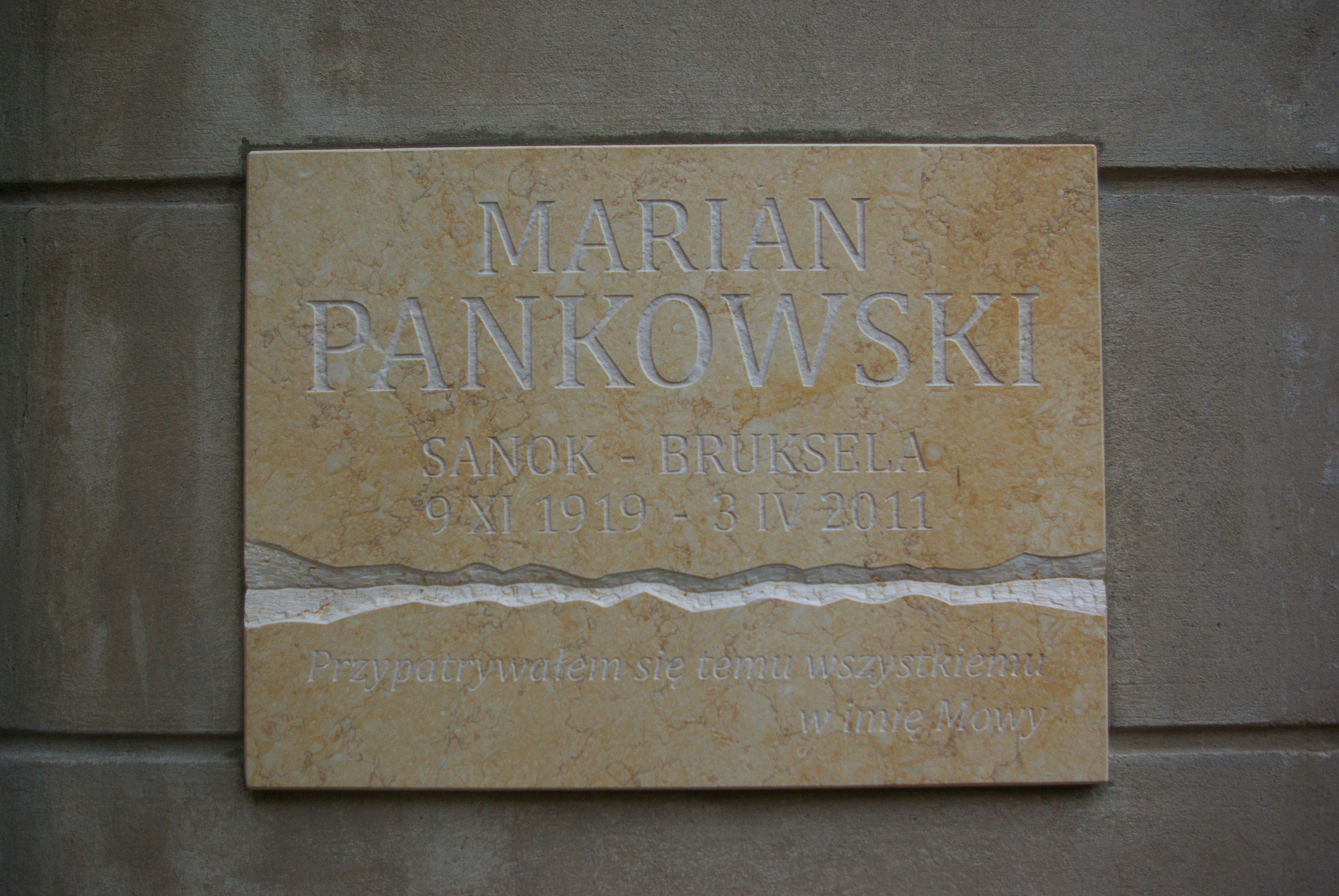
Tablica honorująca Mariana Pankowskiego